# Libertad (canção)
"Libertad" é uma canção gravada pelos cantores mexicanos Christian Chávez e Anahí, lançada em 22 de março de 2011 como primeiro single do EP Libertad (2011). A canção foi composta por Samuel Parra Cruz, conhecido pelo nome artístico Samo, que também ajudou o cantor nas composições do álbum anterior, intitulado Almas Transparentes (2010). "Libertad" é também uma música de auto-estima, e a inspiração maior foi "Born This Way", música da cantora pop Lady Gaga.

## Antecedentes
As primeira informações da canção foi que o próximo single do novo álbum de Christian iria ser com um cantor ou uma cantora brasileiro. As informações foram negadas no twitter oficial do cantor, mas ele não descartou a possibilidade de isso acontecer. Ele postou, também no seu microblog que tinha acabado de compor uma música, que aclamaria por igualdade a todos, não importando a classe social, orientação sexual e etnia e também confirmou a ajuda de Samo, vocalista da banda Camila.
Logo depois ele foi até imprensa, revelou o nome oficial da canção, "Libertad" e disse que seria um dueto, e falou que adoraria que fosse com a atriz e cantora Gloria Trevi, e disse que eles já estava entrando em negociação com a mesma, que futuramente havera de não aceitar o convite.
O cantor oficializou a participação de Anahí na canção, também em seu microblog twitter, em 2010, dizendo que a mesma era perfeita para ser dueto de Libertad.
| “ | Queríamos alguém que fosse perfeita, que não só tivesse química comigo, mas que represente a admiração e luta que ela tem. E a verdade é que vendo o resultado da música, o vídeo, é que não podia ser outra pessoa. [...] Foi maravilhoso trabalhar novamente com ela. Estávamos sempre rindo, contando piadas. | ” |

## Composição
"A música [...] fala sobre toda a comunidade gay e sobre todas as pessoas que são diferentes de algum jeito e têm que lutar e buscar sua liberdade." - Christian.

"Libertad" é uma canção de electropop, dance pop, latin pop, tendo o seu ritmo quase todo feito em computador, no sintetizador e na caixa de ritmos. Liricamente, a canção diz que ele vive em liberdade, não precisa esconder o rosto, mentir, ele diz que é bonito assim mesmo e que escolheu ser do jeito que é e diz que não é defeito ter um gosto diferente e depois de assumir ser gay, sua alma esta livre de tremor e diz para não ter medo do mundo. É considerada uma canção de auto-estima, como "Firework" da cantora Katy Perry, "We R Who We R" de Kesha, "Born This Way" de Lady Gaga, "Who Says" da banda Selena Gomez & The Scene e como outras.

## Vídeo musical

### Antecedentes
O vídeo musical de "Libertad", com direção de Max Gutiérrez e produção executiva da The Sixth House, Guillermo Rosas e Richard Bull, começou a ser gravado entre os dias 23 e 24 de fevereiro de 2011, com mais de 150 figurantes, 4 designers de moda, 20 bailarinas, coreógrafos de renome internacional 10 atores, participações especiais e mais de dez trocas de roupa. O vídeo de Born This Way da cantora Lady Gaga foi censurado em vários países por estar passando mensagens homossexuais no vídeo, e em uma entrevista ao site Ofuxico, Christian disse ter medo que o vídeo não possa passar em alguns países, pois o mesmo dá um beijo explicido em outro homem no vídeo “É um pouco triste que isto aconteça, porém, de qualquer jeito, assim que estamos vivendo nos tempos atuais”, a ideia do beijo foi do diretor, Max, Christian adorou “Eu disse: ‘claro, vamos fazer isso’. Afinal, é algo que faz parte de mim e também não é uma cena de sexo, é apenas um beijo”.

Na primeira imagem Christian e Anahí dançam e cantam, na segunda Chritian beijando um homem e na última o blogueiro Perez Hilton.

 O vídeo conta com participação especial do famoso blogueiro e ator Perez Hilton. A estreia do video esta marcada para o dia 26 ou dia 28 de março de 2011 no canal oficial do cantor no Youtube.

### Sinopse
O vídeo musical começa com Christian em uma cabine de confessionário, em uma igreja, sendo questionado por um padre (interpretado por Montserrat Waldorf), o padre continua a questioná-lo, e na cabeça de Christian passa imagens dele num carro beijando alguns homens, ele diz que está cansado de não ter liberdade. A música começa, em uma espécie de balada, um elevador vai descendo, com algumas mulheres de beijando, aparece de repente Christian cantando e dançando a música, e a todo momento aparece flashs de movimentos contra a homofobia que foram realizados nas décadas de 50 e 60.
Anahí aparece em um fundo cheio de luz, cantando. Em um quarto, uma pessoa vestida de coelho, amarra o padre (que questionou Christian no início do vídeo), as imagens de movimentos anti-homofobia continuam aparecendo e imagens de Christian e Anahí cantando e dançando. Aparece no mesmo momento um homem sendo molestado, Anahi esta cantando e dançando com todos da balada. O homem continua passando mal, ele cai no chão, Christian dá a mão para ele e os dois se beijam, Anahí e Christian continuam cantando, a música acaba e Christian apaga uma vela com os dedos.
Aparece o site www.perezhilton.com, Perez digitando uma crítica sobre a música, encerra o texto e coloca a cabeça de coelho, levanta da cadeira e sai. A música toca novamente e aparece os créditos do vídeo.

### Lançamento & Recepção
O vídeo estreou na madruagada do dia 27 de março de 2011 no canal ChristianCháveztv.

## Faixas e formatos
| Versão original 1. Libertad (featuring Anahí) - 3:48 Libertad — EP 1. Libertad (featuring Anahí) - 3:50 2. Libertad (featuring Anahí - Oscar Velázquez Remix) - 4:54 3. Libertad (featuring Anahí - Oscar Velázquez Club Mix) - 9:10 4. Libertad (featuring Anahí - Oscar Velázquez Dub Mix - 7:22 | Esencial 1. Libertad (acústico) (Ao vivo) - 4:22 Libertad — EP (Deluxe Edition) 1. Libertad (featuring Anahí) - 3:50 2. Libertad (featuring Anahí - Oscar Velázquez Remix) - 4:54 3. Libertad (featuring Anahí - Oscar Velázquez Club Mix) - 9:10 4. Libertad (featuring Anahí - Oscar Velázquez Dub Mix - 7:22 5. Libertad (featuring Anahí - Video Explicit - 4:26 |

## Prêmios e indicações
| Ano  | Prêmio                    | Indicação           | Resultado |
| ---- | ------------------------- | ------------------- | --------- |
| 2011 | Prêmios People en Español | Melhor Vídeo do Ano | Venceu    |

## Histórico de lançamento
| País           | Data (digital)                         | Data (vídeo)                     |
| -------------- | -------------------------------------- | -------------------------------- |
| México         | 22 de Março de 2011 - download digital | 26 de Março de 2011 - Videoclipe |
| Brasil         | 22 de Março de 2011 - download digital | 26 de Março de 2011 - Videoclipe |
| Espanha        | 22 de Março de 2011 - download digital | 26 de Março de 2011 - Videoclipe |
| Estados Unidos | 22 de Março de 2011 - download digital | 26 de Março de 2011 - Videoclipe |

## Tabelas
| País | Chart          | Lista       | Melhor posição |
| 2011 | 2011           | 2011        | 2011           |
| ---- | -------------- | ----------- | -------------- |
|      | Monitor Latino | Top General | 89             |